# Chemin de fer électrique de Hershey
Pour les articles homonymes, voir Hershey.

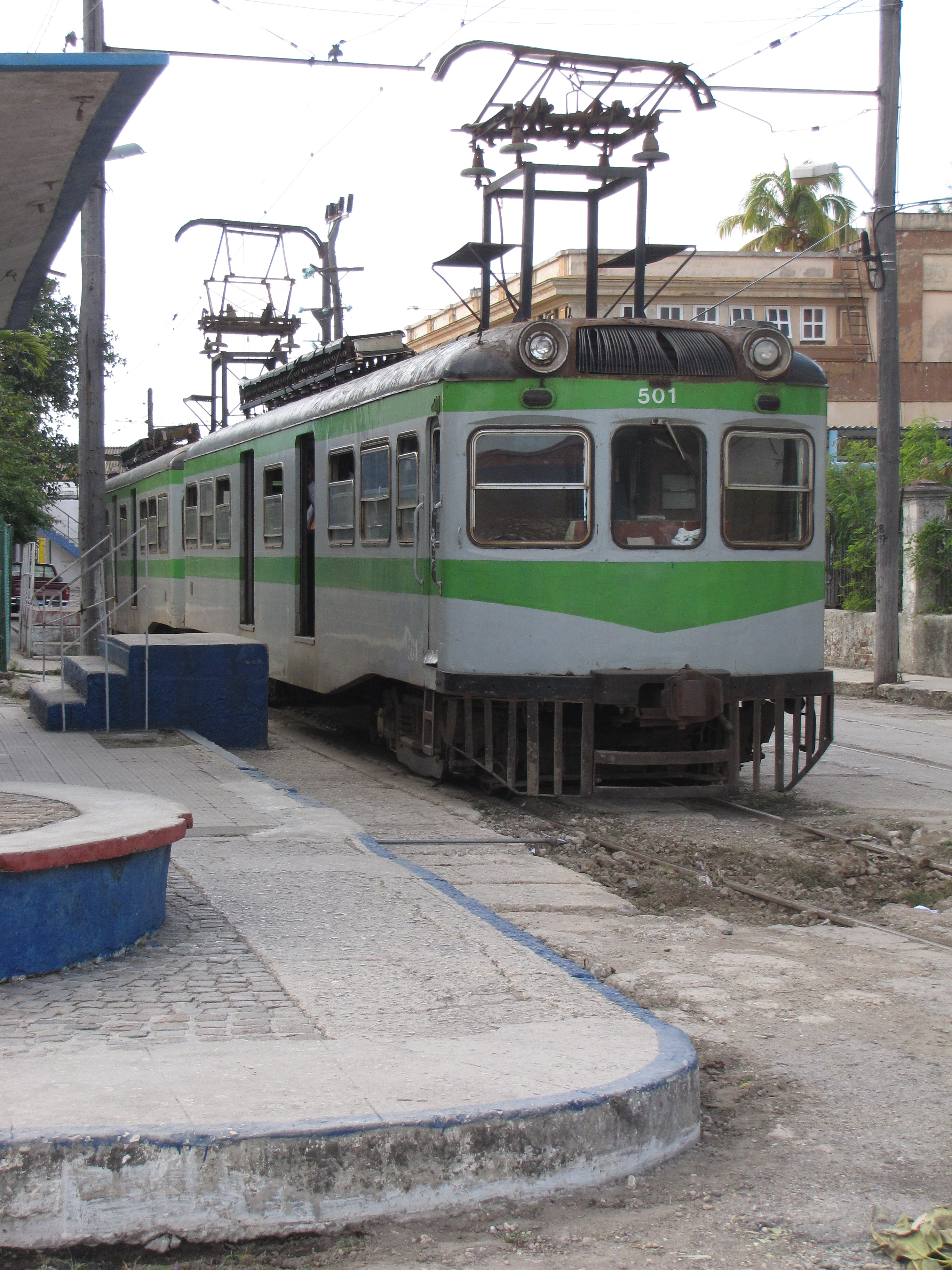
Train en attente de départ à la gare de la Havane-Casablanca

Le chemin de fer électrique de Hershey est un chemin de fer interurbain électrifié qui va du quartier de Casablanca à la Havane, à la ville de Matanzas, à environ 92 kilomètres vers l'est. Il est exploité par les Ferrocarriles de Cuba.

## Histoire
Le chemin de fer a été construit, vers 1916, par la Compagnie Hershey pour le transport de sucre vers le port de la Havane. Les voitures originales de cet interurbain sont achetées auprès de la J. G. Brill Company, mais elles sont remplacées par des voitures des Ferrocarrils de la Generalitat de Catalunya dans les années 1990,.
Lors de sa construction, le principal opérateur ferroviaire dans la province de la Havane, la compagnie britannique United Railways, interdit aux trains Hershey d'emprunter ses voies. C 'est pourquoi un nouveau terminus est construit à Casablanca, de l'autre côté du port de Habana Vieja, et relié par un service de ferry la gare centrale de La Havane.
Ce chemin de fer est la dernière ligne de chemin de fer électrique à Cuba.

## Caractéristiques
La tension de la ligne est de 1 200 volts courant-continu. Les traverses sont en béton, les rails sont assemblés (pas en continu ni soudés) et les poteaux électriques en bois, généralement sur le côté sud. Pour minimiser les coûts de construction, le parcours tend à suivre les contours du terrain, avec beaucoup de courbes afin de minimiser les pentes. La ligne dessert les communautés et les régions à peu près à mi-chemin entre la route Carretera Central l'autoroute côtière Via Blanca, entre la Havane et de Matanzas. 
Il existe un certain nombre de haltes ainsi qu'une gare et un dépôt à Hershey, ville située à mi parcours, et rebaptisée Camilo Cienfuegos, après la révolution.

## Exploitation
Il y a généralement trois trains par jour dans chaque sens entre la Havane-Casablanca et Matanzas, se croisant à Hershey. Tôt le matin et tard l'après-midi, un service de train permet aux usagers d'aller travailler. Les services de la mi-journée sont supplémentaires. Aller d'un bout à l'autre de la ligne prend 3 heures 30 minutes. Le service peut être irrégulier et les trajets peuvent être tronqués sans préavis. Les principaux arrêts sont à Guanabo, Hershey, San Mateo, Jibaco, Canasi, San Antonio et de Matanzas, qui ne disposent que de modestes bâtiments comme gare. Il y a aussi d'autres arrêts avec de simples quais, et il peut y avoir de nombreuses arrêts à la demande à des passages à niveau, .
Il y a quatre branches partant de la ligne principale et toujours exploitées vers Playas del Este, Jaruco, Bainoa et Santa Cruz del Norte. Il existe un service local entre la halte de Calle 7 à Hershey (près des installations de maintenance), San Antonio de Rio Blanco et Jaruco. Il peut également exister un service entre Hershey et Caraballo sur la branche de Baino. Ces branches sont rarement utilisées depuis 2000, mais dans les mois d'été, des trains d'excursion tractés par une locomotive diesel partent de la Havane (station La Coubre) vers Playas del Este, une destination populaire pour les habitants de la ville. D'autres branches existent, mais n'ont pas été utilisées au cours des dernières années. La branche allant vers la distillerie de rhum brun de Havana Club à Santa Cruz del Norte n'est plus électrifiée et les wagons-citernes de mélasse y sont acheminés par des locomotives diesel provenant de Matanzas.
L'atelier de maintenance est à Hershey, près de la halte de Callé 7 et des ruines de la raffinerie de sucre d'Hershey. Apparemment, une ou plusieurs voitures Brill y sont stockées pour une utilisation touristique, avec une locomotive électrique à cabine centrale GE et une voiture de maintenance des caténaires.
Après l'ouragan Irma en septembre 2017, le chemin de fer a suspendu tous ses services jusqu'à nouvel ordre. Ce n'est que depuis le printemps 2018 que certains trains circulent à nouveau sur la branche Hershey (Camilo Cienfuegos) – Jaruco. L’augmentation du nombre de touristes signifie que davantage de lignes Hershey sont sur le point de rouvrir. Une étude de réactivation publiée en 2024 estime que des connexions régulières toutes les deux heures pourraient être intéressantes et qu'il existe des options technologiques pour les véhicules à cet effet.